# Campionato austriaco di football americano
Il campionato austriaco di football americano è una competizione che riunisce l'élite dei club austriaci di football americano dal 1984. L'organizzatore del campionato e delle squadre nazionali è la Federazione Austriaca di Football Americano (AFBÖ).
Questa competizione si disputa con una stagione regolare con girone all'italiana, seguita dai play-off con una finale soprannominata Austrian Bowl.

## Formato
Il campionato attuale è diviso in cinque categorie: la Austrian Football League (AFL), la AFL - Division I, la AFL - Division II, la AFL - Division III e la AFL - Division IV. Le prime 4 squadre classificate nella AFL si affrontano nell'Austrian Bowl, mentre l'ottava è relegata in AFL - Division I a favore della prima classificata di questo stesso torneo. Esiste anche un campionato femminile denominato AFL - Division Ladies.
Il gioco si svolge con le regole della AFBÖ che si basano sul regolamento della NCAA.

## Stagione 2019
| Austrian Football League - AFC Rangers Mödling - Amstetten Thunder - Danube Dragons - Graz Giants - Prague Black Panthers - Tirol Raiders - Traun Steelsharks - Vienna Vikings |  | AFL - Division Ladies - Budapest Wolves Ladies - Danube Dragons Ladies - Salzburg Ducks Ladies - Schwaz Hammers Ladies - Telfs Patriots Ladies - Vienna Vikings Ladies |  | AFL - Division I Conference A - Bratislava Monarchs - Sankt Pölten Invaders - Styrian Bears - Vienna Knights - Vienna Vikings 2 Conference B - Carinthian Lions - Cineplexx Blue Devils - Salzburg Bulls - Telfs Patriots - Tirol Raiders JV |  | AFL - Division II Conference A - AFC Rangers Mödling 2 - Pannonia Eagles - Vienna Knights 2 - Vienna Warlords - Znojmo Knights Conference B - Domžale Tigers - Graz Giants 2 - Maribor Generals - Salzburg Ducks - Styrian Hurricanes |  | AFL - Division III Conference A - Carinthian Eagles - Gmunden Rams - Pinzgau Celtics - Schwaz Hammers - Wörgl Warriors Conference B - Asperhofen Blue Hawks - Danube Dragons 2 - Fehérvár Enthroners - Upper Styrian Rhinos - Weinviertel Spartans |  | AFL - Division IV Conference A - BSK Ravens - Gladiators Ried - Huskies Wels - Salzburg Bulls 2 - Traun Steelsharks 2 Conference B - Air Force Hawks - Carnuntum Legionaries - Klosterneuburg Broncos - Mostviertel Bastards - Styrian Reavers - Vikings Super Seniors |

### Società austriache che hanno preso parte a campionati stranieri
- Cineplexx Blue Devils
- Feldkirch Oscar Dinos

### Società straniere che hanno preso parte al campionato austriaco
- Ljubljana Silverhawks
- Domžale Tigers
- Maribor Generals
- Prague Black Panthers
- Znojmo Knights
- Fehérvár Enthroners
- Budapest Wolves
- Budapest Wolves Ladies
- Budapest Hurricanes
- Bratislava Monarchs
- Zagreb Patriots

## Finali

### Austrian Football League
| Data                  | Austrian Bowl          | Vincitore              | Punteggio              | Finalista                  |
| --------------------- | ---------------------- | ---------------------- | ---------------------- | -------------------------- |
| 1984 (20 ottobre)     | Austrian Bowl I        | Salzburg Lions         | 27-10                  | Graz Giants                |
| 1985                  | Stagione non disputata | Stagione non disputata | Stagione non disputata | Stagione non disputata     |
| 1985-1986 (28 giugno) | Austrian Bowl II       | Graz Giants            | 31-12                  | Vienna Vikings             |
| 1987 (5 luglio)       | Austrian Bowl III      | Graz Giants            | 20-0                   | Salzburg Lions             |
| 1988 (3 luglio)       | Austrian Bowl IV       | Graz Giants            | 33-15                  | Vienna Vikings             |
| 1989 (1º luglio)      | Austrian Bowl V        | Salzburg Lions         | 34-0                   | Graz Giants                |
| 1990 (1º luglio)      | Austrian Bowl VI       | Graz Giants            | 59-7                   | Klosterneuburg Mercenaries |
| 1991 (7 luglio)       | Austrian Bowl VII      | Graz Giants            | 38-7                   | Vienna Vikings             |
| 1992 (5 luglio)       | Austrian Bowl VIII     | Graz Giants            | 28-13                  | Schwarzenau Rangers        |
| 1993 (4 luglio)       | Austrian Bowl IX       | Feldkirch Oscar Dinos  | 45-10                  | Salzburg Lions             |
| 1994 (4 luglio)       | Austrian Bowl X        | Vienna Vikings         | 45-23                  | Graz Giants                |
| 1995 (15 luglio)      | Austrian Bowl XI       | Graz Giants            | 26-20                  | Vienna Vikings             |
| 1996 (13 luglio)      | Austrian Bowl XII      | Vienna Vikings         | 41-35                  | Graz Giants                |
| 1997 (12 luglio)      | Austrian Bowl XIII     | Graz Giants            | 53-14                  | Klosterneuburg Mercenaries |
| 1998 (18 luglio)      | Austrian Bowl XIV      | Graz Giants            | 43-3                   | Vienna Vikings             |
| 1999 (20 luglio)      | Austrian Bowl XV       | Vienna Vikings         | 37-35                  | Graz Giants                |
| 2000 (22 luglio)      | Austrian Bowl XVI      | Vienna Vikings         | 34-28                  | Tirol Raiders              |
| 2001 (21 luglio)      | Austrian Bowl XVII     | Vienna Vikings         | 24-14                  | Tirol Raiders              |
| 2002 (20 luglio)      | Austrian Bowl XVIII    | Vienna Vikings         | 52-21                  | Graz Giants                |
| 2003 (12 luglio)      | Austrian Bowl XIX      | Vienna Vikings         | 56-42                  | Graz Giants                |
| 2004 (17 luglio)      | Austrian Bowl XX       | Tirol Raiders          | 28-20                  | Vienna Vikings             |
| 2005 (16 luglio)      | Austrian Bowl XXI      | Vienna Vikings         | 43-14                  | Tirol Raiders              |
| 2006 (15 luglio)      | Austrian Bowl XXII     | Tirol Raiders          | 43-19                  | Vienna Vikings             |
| 2007 (14 luglio)      | Austrian Bowl XXIII    | Vienna Vikings         | 42-14                  | Graz Giants                |
| 2008 (27 giugno)      | Austrian Bowl XXIV     | Graz Giants            | 31-21                  | Tirol Raiders              |
| 2009 (18 luglio)      | Austrian Bowl XXV      | Vienna Vikings         | 22-19                  | Graz Giants                |
| 2010 (9 luglio)       | Austrian Bowl XXVI     | Danube Dragons         | 28-21                  | Tirol Raiders              |
| 2011 (23 luglio)      | Austrian Bowl XXVII    | Tirol Raiders          | 23-13                  | Vienna Vikings             |
| 2012 (28 luglio)      | Austrian Bowl XXVIII   | Vienna Vikings         | 48-34                  | Tirol Raiders              |
| 2013 (27 luglio)      | Austrian Bowl XXIX     | Vienna Vikings         | 48-31                  | Tirol Raiders              |
| 2014 (26 luglio)      | Austrian Bowl XXX      | Vienna Vikings         | 24-17                  | Tirol Raiders              |
| 2015 (11 luglio)      | Austrian Bowl XXXI     | Tirol Raiders          | 38-0                   | Vienna Vikings             |
| 2016 (23 luglio)      | Austrian Bowl XXXII    | Tirol Raiders          | 51-7                   | Graz Giants                |
| 2017 (29 luglio)      | Austrian Bowl XXXIII   | Vienna Vikings         | 45-26                  | Tirol Raiders              |
| 2018 (21 luglio)      | Austrian Bowl XXXIV    | Tirol Raiders          | 51-48                  | Vienna Vikings             |
| 2019 (27 luglio)      | Austrian Bowl XXXV     | Tirol Raiders          | 42-34                  | Vienna Vikings             |
| 2020                  |                        | Vienna Vikings         | Vincitori della serie  | Vincitori della serie      |
| 2021 (31 luglio)      | Austrian Bowl XXXVI    | Tirol Raiders          | 35-14                  | Vienna Vikings             |
| 2022 (30 luglio)      | Austrian Bowl XXXVII   | Danube Dragons         | 59-21                  | Vienna Vikings             |
| 2023 (29 luglio)      | Austrian Bowl XXXVIII  | Vienna Dragons         | 14-13                  | Vienna Vikings             |
| 2024                  | Austrian Bowl XXXIX    | TBD                    |                        | TBD                        |

### Austrian Football Division Ladies/AFL - Division Ladies
| Data               | Finale            | Vincitore                                   | Punteggio              | Finalista                                    |
| ------------------ | ----------------- | ------------------------------------------- | ---------------------- | -------------------------------------------- |
| 2000               | Ladies Bowl I     | Graz Black Widows                           | 36-24                  | Vienna Vikings Mermaids                      |
| 2001               | Ladies Bowl II    | Graz Black Widows                           | 53-20                  | Vienna Vikings Mermaids                      |
| 2002               | Ladies Bowl III   | Graz Black Widows                           | 34-13                  | Vienna Vikings Ladies                        |
| 2003               | Ladies Bowl IV    | Vienna Vikings Ladies                       | 43-0                   | Graz Black Widows                            |
| 2004               | Ladies Bowl V     | Vienna Vikings Ladies                       | 70-0                   | Rangers Roughnecks                           |
| 2005               | Ladies Bowl VI    | Vienna Vikings Ladies                       | 73-0                   | Graz Black Widows                            |
| 2006 (9 luglio)    | Ladies Bowl VII   | Vienna Vikings Ladies                       | 31-7                   | Graz Black Widows                            |
| 2007 (7 luglio)    | Ladies Bowl VIII  | Vienna Vikings Ladies                       | 31-6                   | Graz Black Widows                            |
| 2008 (22 giugno)   | Ladies Bowl IX    | Vienna Vikings Ladies                       | 26-6                   | Graz Black Widows                            |
| 2009 (5 luglio)    | Ladies Bowl X     | Vienna Vikings Ladies                       | 70-50                  | Budapest Wolves Ladies                       |
| 2010 (7 novembre)  | Ladies Bowl XI    | Vienna Vikings Ladies                       | 40-24                  | Graz Black Widows                            |
| 2011 (26 giugno)   | Ladies Bowl XII   | Vienna Vikings Ladies                       | 27-12                  | Budapest Wolves Ladies                       |
| 2012 (7 ottobre)   | Ladies Bowl XIII  | Vienna Vikings Ladies                       | 55-0                   | Budapest Wolves Ladies                       |
| 2013 (12 ottobre)  | Ladies Bowl XIV   | Vienna Vikings Ladies                       | 50-0                   | Danube Dragons Ladies                        |
| 2014 (20 luglio)   | Ladies Bowl XV    | Vienna Vikings Ladies                       | 25-0                   | Danube Dragons Ladies                        |
| 2015 (31 ottobre)  | Ladies Bowl XVI   | Vienna Vikings Ladies                       | 26-14                  | Danube Dragons Ladies                        |
| 2016 (29 ottobre)  | Ladies Bowl XVII  | Vienna Vikings Ladies                       | 31-0                   | Budapest Wolves Ladies                       |
| 2017 (26 novembre) | Ladies Bowl XVIII | Vienna Vikings Ladies                       | 27-0                   | Danube Dragons Ladies                        |
| 2018 (29 ottobre)  | Ladies Bowl XIX   | Vienna Vikings Ladies                       | 31-14                  | Danube Dragons Ladies                        |
| 2019 (16 novembre) | Ladies Bowl XX    | Vienna Vikings Ladies                       | 44-0                   | Schwaz Hammers Ladies                        |
| 2020               |                   | Vienna Vikings Ladies                       | Vincitrici della serie | Vincitrici della serie                       |
| 2021 (14 novembre) | Ladies Bowl XXII  | Vienna Vikings Ladies                       | 34-21                  | Salzburg Ducks Ladies                        |
| 2022 (12 novembre) | Ladies Bowl XXIII | Vienna Vikings Ladies                       | 48-0                   | Telfs Patriots Ladies                        |
| 2023 (19 novembre) | Ladies Bowl XXIV  | Vienna Vikings Ladies                       | 58-0                   | Telfs Patriots Ladies/ Schwaz Hammers Ladies |
| 2024 (28 luglio)   | Ladies Bowl XXV   | Tirol Raiders Ladies/ Schwaz Hammers Ladies | 72-54                  | Salzburg Ducks Ladies                        |

### Austrian Football Division 1/AFL - Division I
| Data             | Finale                                                                  | Vincitore                                                               | Punteggio                                                               | Finalista                                                               |
| ---------------- | ----------------------------------------------------------------------- | ----------------------------------------------------------------------- | ----------------------------------------------------------------------- | ----------------------------------------------------------------------- |
| 1984             | Finale della Seconda Lega I                                             | Vienna Vikings                                                          | 28-22                                                                   | Linz Rhinos                                                             |
| 1985             | Stagione non disputata                                                  | Stagione non disputata                                                  | Stagione non disputata                                                  | Stagione non disputata                                                  |
| 1986             | Stagione non disputata                                                  | Stagione non disputata                                                  | Stagione non disputata                                                  | Stagione non disputata                                                  |
| 1987             | Finale della Seconda Lega II                                            | Klagenfurt Jets                                                         | 48-42                                                                   | Vienna Ducks                                                            |
| 1988             | Finale della Seconda Lega III                                           | Klagenfurt Jets                                                         | 30-22                                                                   | Vienna Ducks                                                            |
| 1989             | Finale della Seconda Lega IV                                            | Schwarzenau Rangers                                                     | 13-8                                                                    | Sankt Pölten Invaders                                                   |
| 1990             | Finale della Seconda Lega V                                             | Sankt Pölten Invaders                                                   | 74-15                                                                   | Stonefield Bulldogs/ Baden Bruins                                       |
| 1991             | Finale della Seconda Lega VI                                            | Vienna Ducks                                                            | 14-12                                                                   | Linz Rhinos                                                             |
| 1992             | Finale della Seconda Lega VII                                           | Sankt Pölten Invaders                                                   | 60-6                                                                    | Vienna Vikings 2                                                        |
| 1993             | Finale della Seconda Lega VIII                                          | Klosterneuburg Mercenaries                                              | 27-18                                                                   | Linz Rhinos                                                             |
| 1994             | Finale della Seconda Lega IX                                            | Sankt Pölten Invaders                                                   | 54-6                                                                    | Vienna Vikings 2                                                        |
| 1995             | Finale della Seconda Lega X                                             | Salzburg Bulls                                                          | 41-14                                                                   | Fischamend Oilers                                                       |
| 1996             | Finale della Seconda Lega XI                                            | Styrian Longhorns                                                       | 42-0                                                                    | Amstetten Thunderbolts                                                  |
| 1997             | Finale della Seconda Lega XII                                           | Salzburg Bulls                                                          | 22-0                                                                    | Amstetten Thunderbolts                                                  |
| 1998             | Silver Bowl I                                                           | Fischamend Oilers                                                       | 27-6                                                                    | Sankt Pölten Invaders                                                   |
| 1999             | Silver Bowl II                                                          | Carinthian Cowboys                                                      | 40-38                                                                   | Sankt Pölten Invaders                                                   |
| 2000             | Silver Bowl III                                                         | Cineplexx Blue Devils                                                   | 26-6                                                                    | Sankt Pölten Invaders                                                   |
| 2001 (30 giugno) | Silver Bowl IV                                                          | Feldkirchen Falcons                                                     | 26-21                                                                   | Amstetten Thunderbolts                                                  |
| 2002 (29 giugno) | Silver Bowl V                                                           | Feldkirchen Falcons                                                     | 26-14                                                                   | Vienna Vikings 2                                                        |
| 2003 (28 giugno) | Silver Bowl VI                                                          | Salzburg Bulls                                                          | 28-27                                                                   | Vienna Vikings 2                                                        |
| 2004 (3 luglio)  | Silver Bowl VII                                                         | Vienna Vikings 2                                                        | 21-12                                                                   | Salzburg Bulls                                                          |
| 2005 (2 luglio)  | Silver Bowl VIII                                                        | Vienna Vikings 2                                                        | 14-6                                                                    | Salzburg Bulls                                                          |
| 2006 (9 luglio)  | Silver Bowl IX                                                          | Vienna Vikings 2                                                        | 28-14                                                                   | Salzburg Bulls                                                          |
| 2007 (7 luglio)  | Silver Bowl X                                                           | Vienna Vikings 2                                                        | 28-20                                                                   | Sankt Pölten Invaders                                                   |
| 2008 (6 giugno)  | Silver Bowl XI                                                          | Vienna Vikings 2                                                        | 28-10                                                                   | Sankt Pölten Invaders                                                   |
| 2009 (11 luglio) | Silver Bowl XII                                                         | Sankt Pölten Invaders                                                   | 27-26                                                                   | Salzburg Bulls                                                          |
| 2010 (26 luglio) | Silver Bowl XIII                                                        | Lower Austria Titans                                                    | 24-7                                                                    | Traun Steelsharks                                                       |
| 2011 (11 luglio) | Silver Bowl XIV                                                         | AFC Rangers Mödling                                                     | 24-7                                                                    | Tirol Raiders JV                                                        |
| 2012 (23 luglio) | Silver Bowl XV                                                          | Carinthian Lions                                                        | 21-15                                                                   | Vienna Knights                                                          |
| 2013 (23 luglio) | Silver Bowl XVI                                                         | Cineplexx Blue Devils                                                   | 49-48                                                                   | Vienna Vikings 2                                                        |
| 2014 (26 luglio) | Silver Bowl XVII                                                        | Vienna Vikings 2                                                        | 49-20                                                                   | Carinthian Lions                                                        |
| 2015 (11 luglio) | Silver Bowl XVIII                                                       | Cineplexx Blue Devils                                                   | 47-28                                                                   | AFC Rangers Mödling                                                     |
| 2016 (23 luglio) | Silver Bowl XIX                                                         | Traun Steelsharks                                                       | 12-7                                                                    | Vienna Knights                                                          |
| 2017 (29 luglio) | Silver Bowl XX                                                          | Bratislava Monarchs                                                     | 43-7                                                                    | Sankt Pölten Invaders                                                   |
| 2018 (21 luglio) | Silver Bowl XXI                                                         | Amstetten Thunder                                                       | 17-13                                                                   | Vienna Knights                                                          |
| 2019 (27 luglio) | Silver Bowl XXII                                                        | Cineplexx Blue Devils                                                   | 17-10                                                                   | Bratislava Monarchs                                                     |
| 2020             | Stagione non disputata a causa della pandemia di COVID-19 del 2019-2021 | Stagione non disputata a causa della pandemia di COVID-19 del 2019-2021 | Stagione non disputata a causa della pandemia di COVID-19 del 2019-2021 | Stagione non disputata a causa della pandemia di COVID-19 del 2019-2021 |
| 2021 (31 luglio) | Silver Bowl XXIII                                                       | Salzburg Football Team                                                  | 42-36                                                                   | Vienna Vikings 2                                                        |
| 2022 (31 luglio) | Silver Bowl XXIV                                                        | Fehérvár Enthroners                                                     | 42-7                                                                    | Amstetten Thunder                                                       |
| 2023 (29 luglio) | Silver Bowl XXV                                                         | Vienna Knights                                                          | 20-16                                                                   | Amstetten Thunder                                                       |
| 2024             | Silver Bowl XXVI                                                        | TBD                                                                     |                                                                         | TBD                                                                     |

### Austrian Football Division Ladies 2
| Data             | Finale   | Vincitore             | Punteggio | Finalista             |
| ---------------- | -------- | --------------------- | --------- | --------------------- |
| 2012 (30 giugno) | Finale I | Vienna Vikings Ladies | 26-0      | Danube Dragons Ladies |

### Austrian Football Division 2/AFL - Division II

#### Bowl di primo livello
| Data               | Finale                                                                  | Vincitore                                                               | Punteggio                                                               | Finalista                                                               |
| ------------------ | ----------------------------------------------------------------------- | ----------------------------------------------------------------------- | ----------------------------------------------------------------------- | ----------------------------------------------------------------------- |
| 2004 (26 giugno)   | Challenge Bowl I                                                        | Cineplexx Blue Devils 2                                                 | 27-10                                                                   | CNC Gladiators                                                          |
| 2005 (12 giugno)   | Challenge Bowl II                                                       | Tirol Raiders 2                                                         | 24-6                                                                    | Budapest Wolves                                                         |
| 2006 (15 luglio)   | Challenge Bowl III                                                      | CNC Gladiators                                                          | 44-15                                                                   | Vienna Knights                                                          |
| 2007 (30 giugno)   | Challenge Bowl IV                                                       | Styrian Stallions                                                       | 24-15                                                                   | Graz Giants 2                                                           |
| 2008 (10 luglio)   | Iron Bowl I                                                             | CNC Gladiators                                                          | 24-7                                                                    | Lower Austria Titans                                                    |
| 2009 (4 luglio)    | Iron Bowl II                                                            | Lower Austria Titans                                                    | 26-20 o.t.                                                              | Vienna Knights                                                          |
| 2010 (27 giugno)   | Iron Bowl III                                                           | Vienna Knights                                                          | 27-21                                                                   | Tirol Raiders 2                                                         |
| 2011 (3 luglio)    | Iron Bowl IV                                                            | Budapest Hurricanes                                                     | 31-13                                                                   | Schwaz Hammers                                                          |
| 2012 (24 giugno)   | Iron Bowl V                                                             | Cineplexx Blue Devils                                                   | 14-6                                                                    | Budapest Hurricanes                                                     |
| 2013 (7 luglio)    | Iron Bowl VI                                                            | Sankt Pölten Invaders                                                   | 13-12                                                                   | Traun Steelsharks                                                       |
| 2014 (27 luglio)   | Iron Bowl VII                                                           | AFC Rangers Mödling                                                     | 21-10                                                                   | Traun Steelsharks                                                       |
| 2015 (12 luglio)   | Iron Bowl VIII                                                          | Budapest Wolves                                                         | 24-21                                                                   | Amstetten Thunder                                                       |
| 2016 (30 luglio)   | Iron Bowl IX                                                            | Styrian Bears                                                           | 21-20                                                                   | Maribor Generals                                                        |
| 2017 (22 luglio)   | Iron Bowl X                                                             | Maribor Generals                                                        | 42-39                                                                   | Telfs Patriots                                                          |
| 2018 (28 luglio)   | Iron Bowl XI                                                            | Telfs Patriots                                                          | 28-12                                                                   | Vienna Warlords                                                         |
| 2019 (14 luglio)   | Iron Bowl XII                                                           | Znojmo Knights                                                          | 27-26                                                                   | Salzburg Ducks                                                          |
| 2020               | Stagione non disputata a causa della pandemia di COVID-19 del 2019-2021 | Stagione non disputata a causa della pandemia di COVID-19 del 2019-2021 | Stagione non disputata a causa della pandemia di COVID-19 del 2019-2021 | Stagione non disputata a causa della pandemia di COVID-19 del 2019-2021 |
| 2021 (13 novembre) | Iron Bowl XIII                                                          | Schwaz Hammers                                                          | 35-0 d.g.s.                                                             | Fehérvár Enthroners                                                     |
| 2022 (23 luglio)   | Iron Bowl XIV                                                           | Vienna Warlords                                                         | 23-17                                                                   | Styrian Reavers                                                         |
| 2023 (22 luglio)   | Iron Bowl XV                                                            | Styrian Reavers                                                         | 16-8                                                                    | Schönfeld Blue Hawks                                                    |
| 2024               | Iron Bowl XVI                                                           | TBD                                                                     |                                                                         | TBD                                                                     |

#### Bowl di secondo livello
| Data             | Finale              | Vincitore         | Punteggio | Finalista             |
| ---------------- | ------------------- | ----------------- | --------- | --------------------- |
| 2009 (4 luglio)  | Challenge Bowl VI   | Styrian Bears     | 30-0      | Amstetten Thunder     |
| 2010 (26 giugno) | Challenge Bowl VII  | Amstetten Thunder | 61-0      | Schwaz Hammers        |
| 2011 (3 luglio)  | Challenge Bowl VIII | Zagreb Patriots   | 27-22     | Cineplexx Blue Devils |

### Austrian Football Division 3/AFL - Division III
| Data              | Finale                                                                  | Vincitore                                                               | Punteggio                                                               | Finalista                                                               |
| ----------------- | ----------------------------------------------------------------------- | ----------------------------------------------------------------------- | ----------------------------------------------------------------------- | ----------------------------------------------------------------------- |
| 2008 (29 giugno)  | Challenge Bowl V                                                        | Tirol Raiders 2                                                         | 45-15                                                                   | Graz Giants 2                                                           |
| 2012 (24 giugno)  | Challenge Bowl IX                                                       | Vienna Knights 2                                                        | 8-6                                                                     | Graz Giants 2                                                           |
| 2013 (7 luglio)   | Challenge Bowl X                                                        | Vienna Warlords                                                         | 15-6                                                                    | Danube Dragons 2                                                        |
| 2014 (27 luglio)  | Challenge Bowl XI                                                       | Budapest Wolves                                                         | 41-14                                                                   | Fürstenfeld Raptors                                                     |
| 2015 (12 luglio)  | Challenge Bowl XII                                                      | Vienna Knights                                                          | 56-14                                                                   | Danube Dragons 2                                                        |
| 2016 (30 luglio)  | Challenge Bowl XIII                                                     | Vienna Knights 2                                                        | 31-0                                                                    | AFC Rangers Mödling 2                                                   |
| 2017 (22 luglio)  | Challenge Bowl XIV                                                      | Pannonia Eagles                                                         | 40-30                                                                   | Graz Giants 2                                                           |
| 2018 (28 luglio)  | Challenge Bowl XV                                                       | Znojmo Knights                                                          | 20-7                                                                    | Styrian Hurricanes                                                      |
| 2019 (14 luglio)  | Challenge Bowl XVI                                                      | Fehérvár Enthroners                                                     | 27-26                                                                   | Upper Styrian Rhinos                                                    |
| 2020              | Stagione non disputata a causa della pandemia di COVID-19 del 2019-2021 | Stagione non disputata a causa della pandemia di COVID-19 del 2019-2021 | Stagione non disputata a causa della pandemia di COVID-19 del 2019-2021 | Stagione non disputata a causa della pandemia di COVID-19 del 2019-2021 |
| 2021 (6 novembre) | Challenge Bowl XVII                                                     | Gladiators Ried                                                         | 17-16                                                                   | Carnuntum Legionaries                                                   |
| 2022 (31 luglio)  | Challenge Bowl XVIII                                                    | Huskies Wels                                                            | 37-0                                                                    | BSK Ravens                                                              |
| 2023 (6 novembre) | Challenge Bowl XIX                                                      | Vienna Vikings 2                                                        | 21-7                                                                    | AFC Grizzlies                                                           |
| 2024              | Challenge Bowl XX                                                       | TBD                                                                     |                                                                         | TBD                                                                     |

### AFL - Division IV
| Data              | Finale                                                                  | Vincitore                                                               | Punteggio                                                               | Finalista                                                               |
| ----------------- | ----------------------------------------------------------------------- | ----------------------------------------------------------------------- | ----------------------------------------------------------------------- | ----------------------------------------------------------------------- |
| 2015 (12 luglio)  | Mission Bowl I                                                          | Vienna Knights 2                                                        | 28-0                                                                    | Salzburg Ducks                                                          |
| 2016 (30 luglio)  | Mission Bowl II                                                         | Styrian Hurricanes                                                      | 24-13                                                                   | Pannonia Eagles                                                         |
| 2017 (22 luglio)  | Mission Bowl III                                                        | Znojmo Knights                                                          | 24-7                                                                    | Gmunden Rams                                                            |
| 2018 (28 luglio)  | Mission Bowl IV                                                         | Fehérvár Enthroners                                                     | 44-6                                                                    | Upper Styrian Rhinos                                                    |
| 2019 (14 luglio)  | Mission Bowl V                                                          | Styrian Reavers                                                         | 14-10                                                                   | Traun Steelsharks 2                                                     |
| 2020              | Stagione non disputata a causa della pandemia di COVID-19 del 2019-2021 | Stagione non disputata a causa della pandemia di COVID-19 del 2019-2021 | Stagione non disputata a causa della pandemia di COVID-19 del 2019-2021 | Stagione non disputata a causa della pandemia di COVID-19 del 2019-2021 |
| 2021 (6 novembre) | Mission Bowl VI                                                         | Black Valley Wild                                                       | 14-6                                                                    | Huskies Wels                                                            |

## Squadre per numero di campionati vinti
Le tabelle seguenti mostrano le squadre ordinate per numero di campionati vinti nelle diverse leghe.

### Austrian Football League
|    | Squadra               | Anni                                                                                     |
| -- | --------------------- | ---------------------------------------------------------------------------------------- |
| 15 | Vienna Vikings        | 1994, 1996, 1999, 2000, 2001, 2002, 2003, 2005, 2007, 2009, 2012, 2013, 2014, 2017, 2020 |
| 10 | Graz Giants           | 1985-86, 1987, 1988, 1990, 1991, 1992, 1995, 1997, 1998, 2008                            |
| 8  | Tirol Raiders         | 2004, 2006, 2011, 2015, 2016, 2018, 2019, 2021                                           |
| 3  | Vienna Dragons        | 2010, 2022, 2023                                                                         |
| 2  | Salzburg Bulls        | 1984, 1989                                                                               |
| 1  | Feldkirch Oscar Dinos | 1993                                                                                     |

### Austrian Football Division Ladies/AFL - Division Ladies
|    | Squadra               | Anni |
| -- | --------------------- | --- |
| 21 | Vienna Vikings Ladies | 2003, 2004, 2005, 2006, 2007, 2008, 2009, 2010, 2011, 2012, 2013, 2014, 2015, 2016, 2017, 2018, 2019, 2020, 2021, 2022, 2023 |
| 3  | Graz Black Widows     | 2000, 2001, 2002 |
| 1  | Tirol Raiders Ladies  | 2024 |

### Austrian Football Division 1/AFL - Division I
|   | Squadra               | Anni                                     |
| - | --------------------- | ---------------------------------------- |
| 7 | Vienna Vikings        | 1984, 2004, 2005, 2006, 2007, 2008, 2014 |
| 4 | Cineplexx Blue Devils | 2000, 2013, 2015, 2019                   |
| 4 | Sankt Pölten Invaders | 1990, 1992, 1994, 2009                   |
| 3 | AFC Rangers Mödling   | 1989, 2010, 2011                         |
| 3 | Salzburg Bulls        | 1995, 1997, 2003                         |
| 2 | Feldkirchen Falcons   | 2001, 2002                               |
| 2 | Klagenfurt Jets       | 1987, 1988                               |
| 1 | Vienna Knights        | 2023                                     |
| 1 | Fehérvár Enthroners   | 2022                                     |
| 1 | Salzburg Ducks        | 2021                                     |
| 1 | Amstetten Thunder     | 2018                                     |
| 1 | Bratislava Monarchs   | 2017                                     |
| 1 | Traun Steelsharks     | 2016                                     |
| 1 | Carinthian Lions      | 2012                                     |
| 1 | Carinthian Cowboys    | 1999                                     |
| 1 | Fischamend Oilers     | 1998                                     |
| 1 | Styrian Longhorns     | 1996                                     |
| 1 | Danube Dragons        | 1993                                     |
| 1 | Vienna Ducks          | 1991                                     |

### Austrian Football Division Ladies 2
|   | Squadra               | Anni |
| - | --------------------- | ---- |
| 1 | Vienna Vikings Ladies | 2012 |

### Austrian Football Division 2/AFL - Division II

#### Bowl di primo livello (Challenge Bowl/Iron Bowl)
|   | Squadra               | Anni       |
| - | --------------------- | ---------- |
| 2 | AFC Rangers Mödling   | 2009, 2014 |
| 2 | Cineplexx Blue Devils | 2004, 2012 |
| 2 | CNC Gladiators        | 2006, 2008 |
| 1 | Styrian Reavers       | 2023       |
| 1 | Vienna Warlords       | 2022       |
| 1 | Schwaz Hammers        | 2021       |
| 1 | Znojmo Knights        | 2019       |
| 1 | Telfs Patriots        | 2018       |
| 1 | Maribor Generals      | 2017       |
| 1 | Styrian Bears         | 2016       |
| 1 | Budapest Wolves       | 2015       |
| 1 | Sankt Pölten Invaders | 2013       |
| 1 | Budapest Hurricanes   | 2011       |
| 1 | Vienna Knights        | 2010       |
| 1 | Styrian Stallions     | 2007       |
| 1 | Tirol Raiders         | 2005       |

#### Bowl di secondo livello (Challenge Bowl)
|   | Squadra           | Anni |
| - | ----------------- | ---- |
| 1 | Zagreb Patriots   | 2011 |
| 1 | Amstetten Thunder | 2010 |
| 1 | Styrian Bears     | 2009 |

### Austrian Football Division 3/AFL - Division III (Challenge Bowl)
|   | Squadra             | Anni             |
| - | ------------------- | ---------------- |
| 3 | Vienna Knights      | 2012, 2015, 2016 |
| 1 | Vienna Vikings 2    | 2023             |
| 1 | Huskies Wels        | 2022             |
| 1 | Gladiators Ried     | 2021             |
| 1 | Fehérvár Enthroners | 2019             |
| 1 | Znojmo Knights      | 2018             |
| 1 | Pannonia Eagles     | 2017             |
| 1 | Budapest Wolves     | 2014             |
| 1 | Vienna Warlords     | 2013             |
| 1 | Tirol Raiders       | 2008             |

### AFL - Division IV
|   | Squadra             | Anni |
| - | ------------------- | ---- |
| 1 | Black Valley Wild   | 2021 |
| 1 | Styrian Reavers     | 2019 |
| 1 | Fehérvár Enthroners | 2018 |
| 1 | Znojmo Knights      | 2017 |
| 1 | Styrian Hurricanes  | 2016 |
| 1 | Vienna Knights 2    | 2015 |